# Star Trek V: The Final Frontier
Star Trek V: The Final Frontier er en amerikansk science fiction-film fra 1989, instrueret af William Shatner.

## Medvirkende
- William Shatner som James T. Kirk
- Leonard Nimoy som Spock
- DeForest Kelley som Dr. Leonard McCoy
- James Doohan som Montgomery "Scotty" Scott
- George Takei som Hikaru Sulu
- Walter Koenig som Pavel Chekov
- Nichelle Nichols som Nyota Uhura
- David Warner som St. John Talbot
- Laurence Luckinbill som Sybok
- Bill Quinn som McCoys far
- George Murdock som "Gud"